# 静岡県道388号接岨峡線

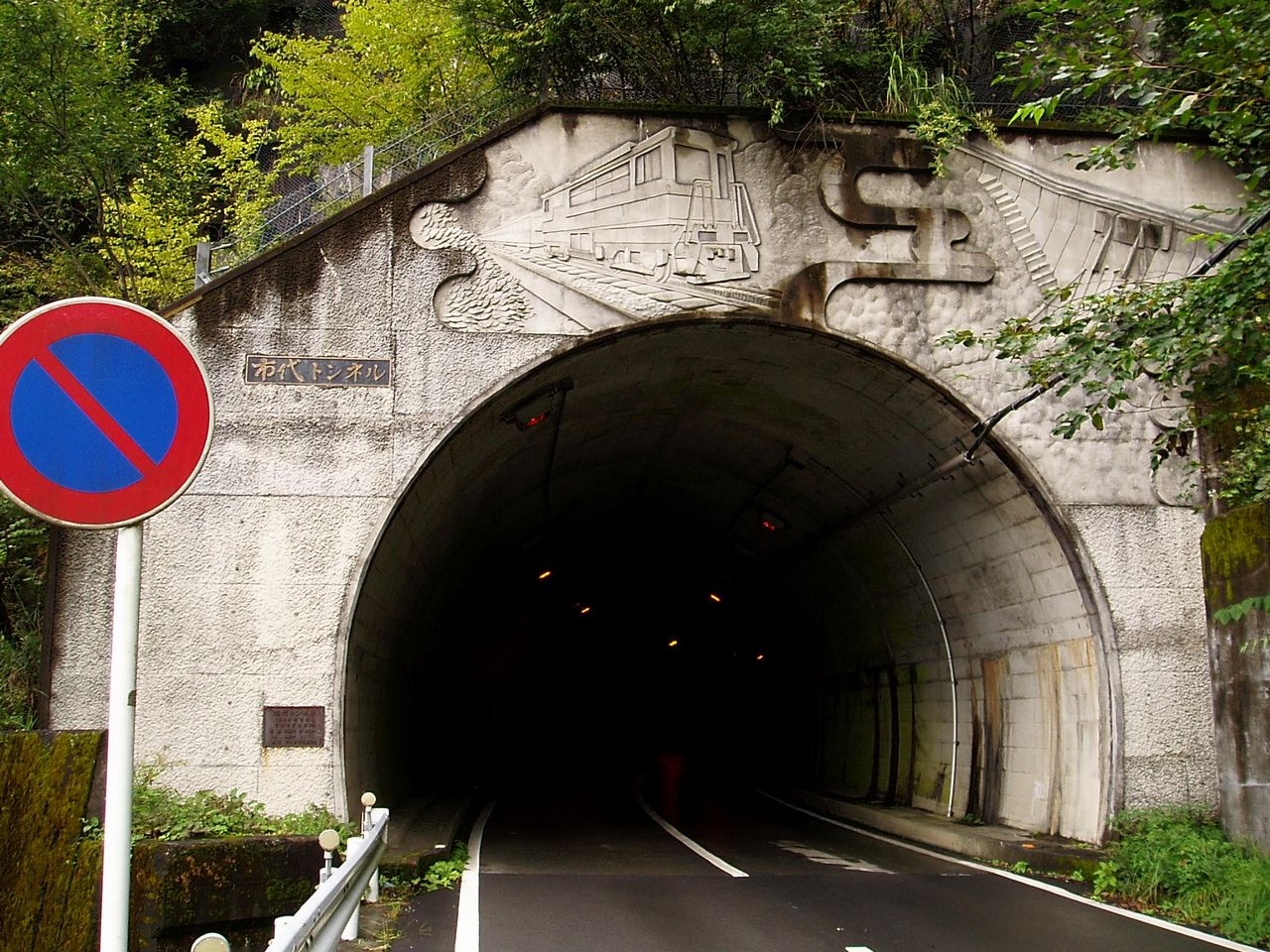
市代トンネル（奥泉側）

静岡県道388号接岨峡線（しずおかけんどう388ごう せっそきょうせん）は静岡県榛原郡川根本町梅地を起点とし、同町奥泉を終点とする一般県道である。延長7.6 km。
大井川鐵道接岨峡温泉駅付近から長島ダム沿いを鉄道とほぼ並走し、奥泉で静岡県道77号川根寸又峡線と合流する。

## 概要

### 路線データ
- 起点：榛原郡川根本町梅地
  - 起点から反対方向にも鉄道に沿う形で道路が続いており（静岡市道閑蔵線）、静岡県道60号南アルプス公園線へ合流する。
- 終点：榛原郡川根本町奥泉（静岡県道77号川根寸又峡線交点）

## 通過する自治体
- 静岡県
  - 榛原郡川根本町

## 接続するおもな道路
- 静岡県道77号川根寸又峡線